# Montebellói csata (1800)
A montebellói csata 1800. június 9-én zajlott le a lombardiai Montebello mellett a Jean Lannes vezette francia és a Peter Karl Ott von Bátorkéz parancsnoksága alatt álló osztrák seregek között, a második koalíciós háború idején. (A helységet a csata emlékére később Montebello della Battagliának nevezték el).

## Háttér
Bonaparte Napóleon tábornok Milánó elfoglalása után (június 2.) az osztrák sereget három nagyobb és számos kisebb összpontosításban találta. Michael von Melas Torinóban állomásozott 18 000 emberével, Ott tábornok 16 000 katonájával Genova mellett tartózkodott, amelyet június 4-én Masséna francia tábornok feladott, mivel csapatait kiéheztették.
Anton Elsnitz tábornagy 8000 katonával visszavonult a Riviéráról, Milánótól keletre Vukassovich 4000 embere állomásozott. A Pó folyótól délre Andreas O’Reilly gróf tábornagy serege masírozott Piacenza felé 3000 emberrel. Erős helyőrség védte Alessandriát, Conit és Casalet. Melas tábornok  seregeivel ellentámadásra készült Piacenzától északra.

## A csata
Június 9-én reggel a 6. könnyű gyalogos ezred François Watrin tábornok vezette divíziója beleütközött egy osztrák állásba és azonnal támadott. Melas vezérkari főnöke: Anton von Zach vezérőrnagy a csatatéren volt, és mindenről értesült, Ottal szemben tudott a csata minden mozzanatáról. Ott felülbírálta vezérőrnagya döntéseit. Watrin agresszíven küldte egységeit a csatába, de három fél-dandárja, két ütege és egy lovas regimentje találta szemben magát a fő erőkkel . Ott odarendelt 26 gyalogsági zászlóaljat és 15 század lovasságot, de a 35 ágyúja okozta a franciáknak a legtöbb bajt.
Öt órakor, a kisebb létszámú francia sereg megpróbálta áttörni az osztrák állásokat. Kétszer foglalták el Casteggiót, de O’Reilly seregei kiűzték onnan őket. Az osztrák balszárnyat megpróbálták  visszaverni a Lobkowitz dragonyosok és tüzérségi ütegek. A 12. huszárezred ismételten megpróbálta megtartani az állásait a francia gyalogság ellen, és az osztrák dragonyosok elárasztották a harcmezőt. Kilenc osztrák zászlóalj védte a falut a hegy déli részén, amíg nem messze tőlük nyugatra öt zászlóalj várt tartalékban Montebello falunál. A franciák némi segítséget kaptak: a konzuli gárda három hadosztálya, és más egységek érkeztek meg.
Lannes parancsa értelmében egy órára közelítették meg az áttörési pontot. Jacques-Antoine Chambarlhac hadosztálya Claude Perrin Victor tábornok seregéből érkezett a helyszínre. Victor a 43. sorgyalogságot küldte Olivier Rivaud tábornok vezetésével az ellenség jobbszárnya ellen, a 24. könnyű gyalogságot az osztrák balszárny ellen és a 96. sorgyalogságot a központ megtámadására. Annak ellenére, hogy az osztrákok intenzív tüzérség tűzzel válaszoltak, a franciák együttes nyomása  Ott tábornok fáradt katonáit visszavonulásra kényszerítették és az osztrák tábornok a fokozatos visszavonulás mellett döntött. O’Reilly zászlóalja tartott ki legtovább Casteggióban és a Reisky ezred majdnem teljesen megsemmisült. O’Reilly túlélői és az osztrák lovasság megmaradt erői fedezték a visszavonulást.

## Következmények
Az osztrákok vesztesége 659 halott, 1445 sebesült és 2171 hadifogoly. A franciák azt állították, hogy csak a 600 halálos áldozatuk volt, de reálisabb értékelés szerint mintegy 3000 főt veszítettek. A következő ütközetet, amely eldöntötte az egész hadjárat sorsát, Marengo mellett vívták június 14-én.
Jean Lannes kitüntette magát ebben a csatában, ezért a Duc de Montebello (Montebello hercege) címet kapta 1808-ban.

## Fordítás
- Ez a szócikk részben vagy egészben  a   Battle of Montebello (1800) című angol Wikipédia-szócikk fordításán alapul.  Az eredeti cikk szerkesztőit annak laptörténete sorolja fel. Ez a jelzés csupán a megfogalmazás eredetét és a szerzői jogokat jelzi, nem szolgál a cikkben szereplő információk forrásmegjelöléseként.